# Apogonia fuscolineata
Apogonia fuscolineata är en skalbaggsart som beskrevs av Kobayashi 2009. Apogonia fuscolineata ingår i släktet Apogonia och familjen Melolonthidae. Inga underarter finns listade i Catalogue of Life.